# Gréixer (Guardiola de Berguedà)
|  | No confondre amb Gréixer, entitat de població de Ger a la Baixa Cerdanya |

Gréixer és un poble que pertany al municipi de Guardiola de Berguedà. Juntament amb el seu terme forma un enclavament entre els termes municipals de Riu de Cerdanya, Bellver de Cerdanya, Urús i Bagà.
Està situat vessant sud de la Serra del Moixeró, als peus del Penyes Altes. Dins de l'enclavament també tenim els cims de Roca Gran, Roca-sança, les Soquetes o el Turó de Prat Agre
Hi destaca l'església de Sant Andreu de Gréixer, l'Estanyet de Gréixer i l'aflorament de riolites de Gréixer. Dins del terme també podem trobar el veïnat de l'Hospitalet de Roca-sança, el Refugi Sant Jordi i la boca sud del túnel del Cadí.
Al segle xix terme de Gréixer, juntament amb el de Gavarrós es van agregar al de Brocà. Aquest últim, juntament amb l'antic terme de Sant Julià de Cerdanyola, s'uniren el 1936 (unió ratificada el 1942), per crear Guardiola de Berga.